# Christian Hirdes

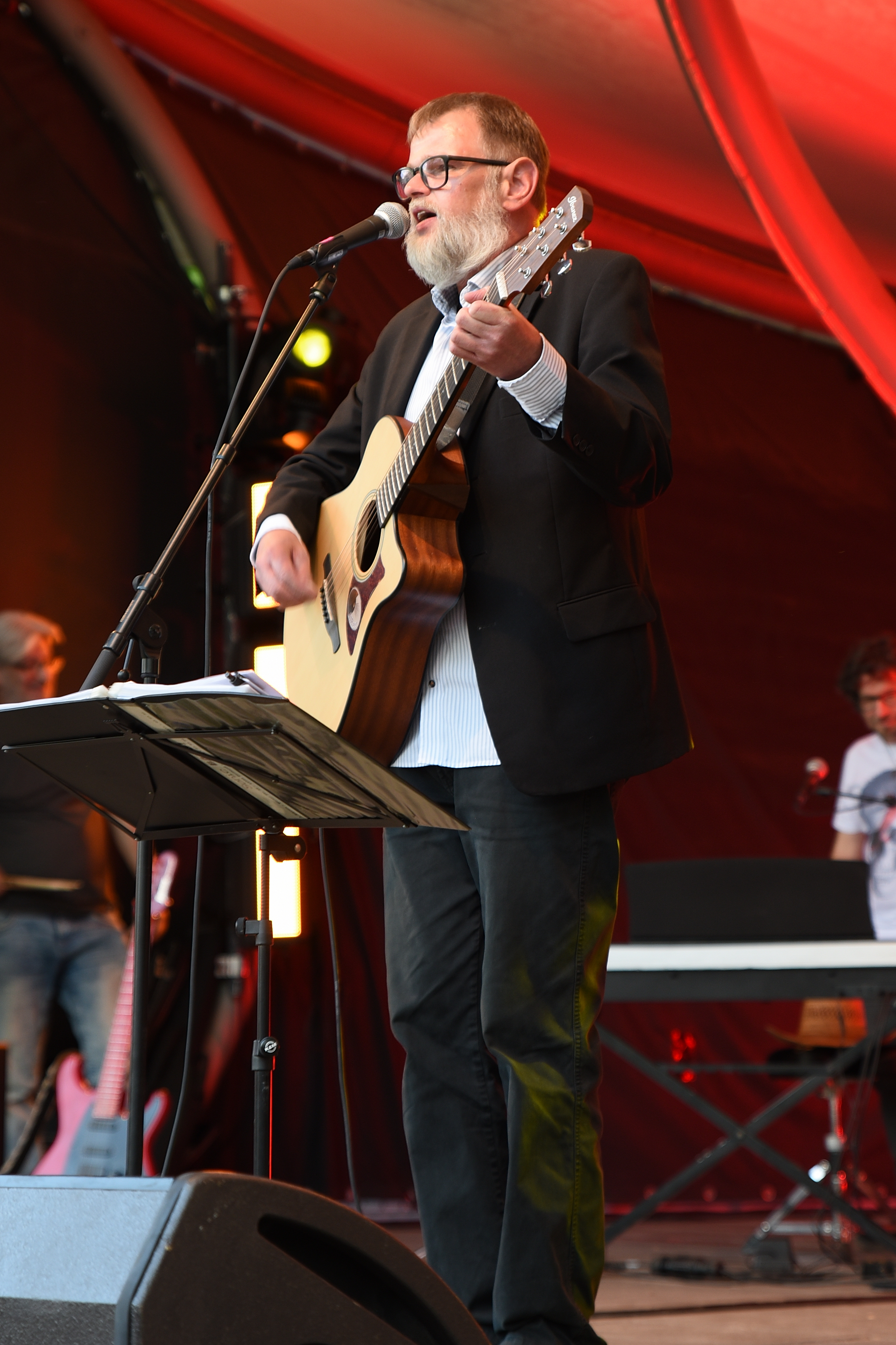
Christian Hirdes bei Bochum Total 2025

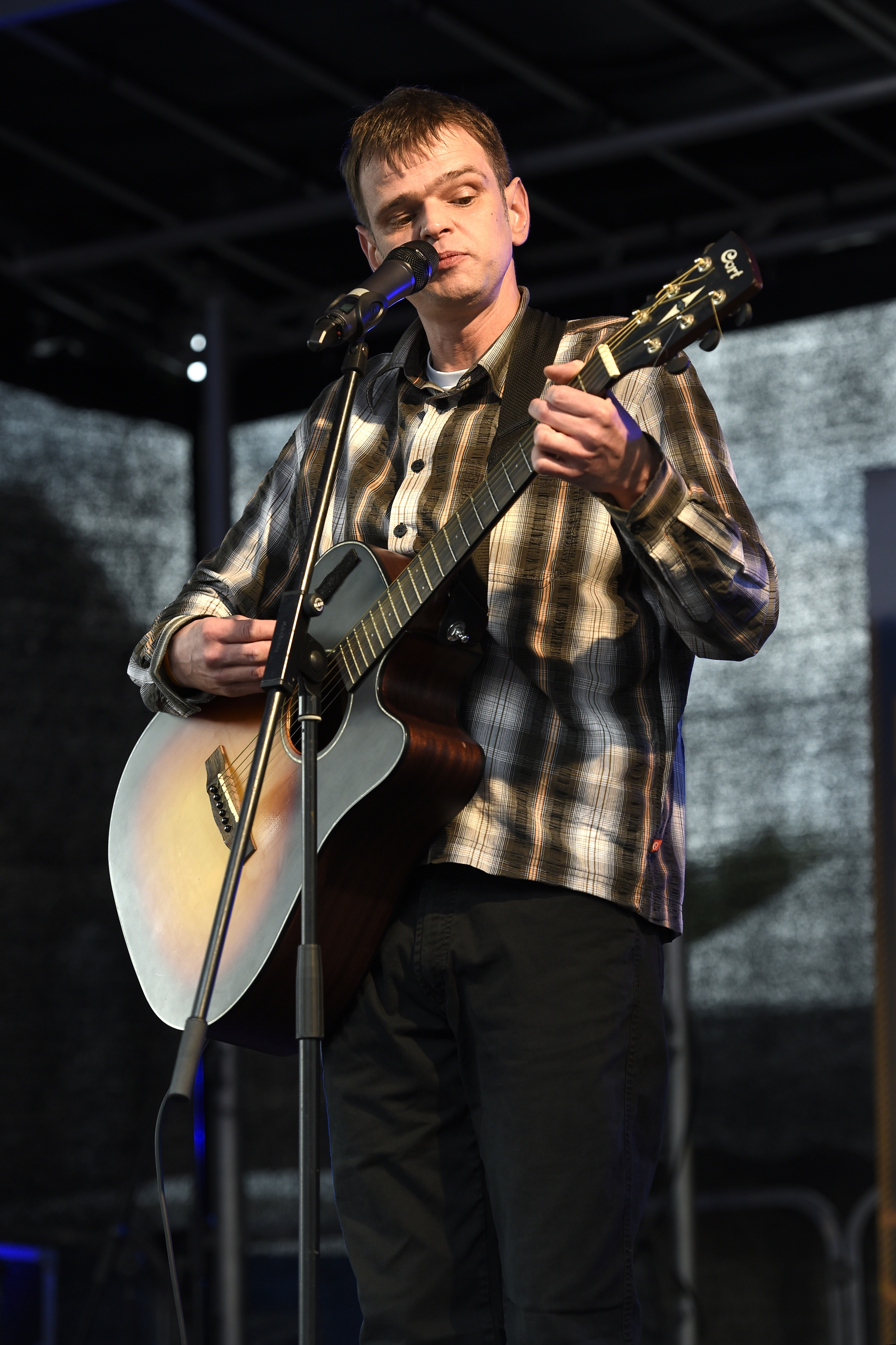
Christian Hirdes bei Bochum Total 2016

Christian Hirdes (* 24. März 1974 in Mülheim an der Ruhr) ist ein deutscher Kabarettist und Komiker. Er lebt in Bochum.

## Werdegang
Hirdes studierte Germanistik und Anglistik an der Ruhr-Universität in Bochum und trat bereits während des Studiums mit eigenen Texten bei verschiedenen Veranstaltungen auf.
Inhalt seiner Bühnenauftritte sind persönliche Erfahrungen, der ewige Kampf Mann gegen Frau und allgemeingesellschaftliche Themen – mal als gesprochener Text und oft als Lied, eigenhändig mit Gitarre oder Klavier begleitet. Er versieht auch bekannte Songs mit neuen Texten, so unter anderem in seinem Stück No woman in Kray, in dem er zur Melodie von No Woman, No Cry und textlich Ich liebte ein Mädchen aus Pankow von Insterburg & Co. ähnelnd, diverse Liebschaften aus verschiedenen Essener Stadtteilen aufzählt („Adele aus Steele“), im Refrain jedoch darauf verweist, dass er zu seinem großen Leidwesen noch nie eine Partnerin aus dem Stadtteil Kray hatte. Er verfremdete auch Girls & Boys von Blur zur amüsanten Schilderung der Irrfahrt eines Fernfahrers zwischen Neuss und Moers.
Christian Hirdes ist Fan des VfL Bochum.

## Preise und Auszeichnungen
- 2006: Prix Pantheon, Publikumspreis Beklatscht & Ausgebuht
- 2005: Tegtmeiers Erben, Publikumspreis